# Reinhard Erös

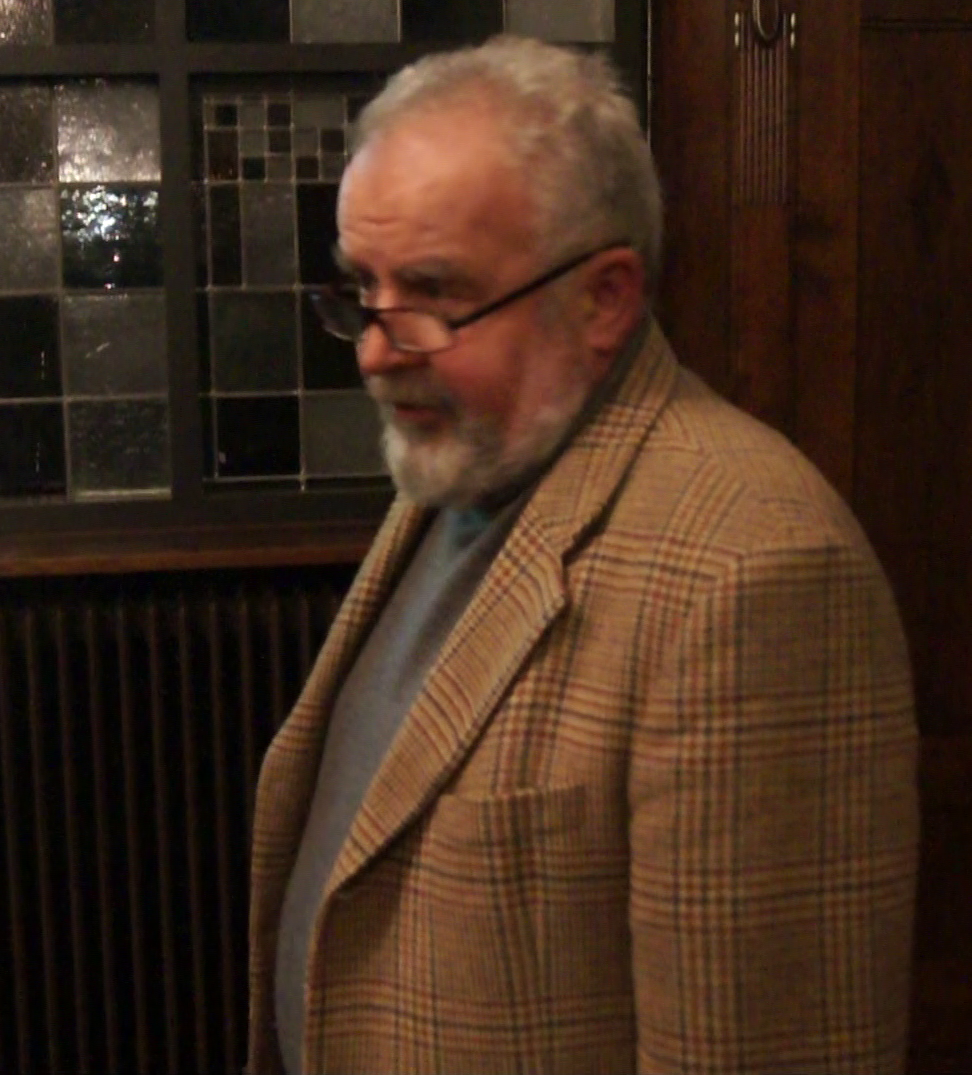
Reinhard Erös in Tübingen

Reinhard Alois Erös (* 4. Januar 1948 in Tirschenreuth) ist ein deutscher Aktivist, Entwicklungshelfer und Oberstarzt a. D. der Bundeswehr. Zusammen mit seiner Frau Annette betreibt er seit 1998 die Kinderhilfe Afghanistan, die in den Ostprovinzen Afghanistans mit dem Bau von Dorf- und Oberschulen, Waisenhäusern, Krankenstationen, Computerausbildungszentren und Berufsschulen humanitäre Hilfe und Wiederaufbauhilfe leistet. 

## Leben
Von 1967 bis 1972 diente Erös als Soldat auf Zeit der Bundeswehr und war Offizier der Fernspähtruppe. Erös absolvierte im Rahmen der Ausbildung den Einzelkämpferlehrgang und erwarb das Fallschirmspringerabzeichen. Er wurde für automatische Fallschirmsprünge und Freifall ausgebildet.
Nach dem Ende seiner Dienstzeit nahm er ein Studium der Medizin und der Politikwissenschaft in Freiburg im Breisgau und Tübingen auf. Während seines Studiums engagierte er sich im Ring Christlich-Demokratischer Studenten (RCDS). Um Assistent eines Mitglieds des Deutschen Bundestages zu werden, unterbrach er kurzzeitig sein Studium. 1980 trat er erneut in die Bundeswehr ein, diesmal in den Sanitätsdienst. Er war u. a. Truppenarzt bei der Gebirgsdivision sowie in München Bataillonskommandeur des Sanitätslehrbataillons 851 und Kommandeur der Lehrgruppe A der Sanitätsakademie der Bundeswehr.
Ab 1981 war Erös während seines Urlaubs mehrfach mit internationalen Hilfsorganisationen in Krisen- und Katastrophengebieten im Einsatz (u. a. in Indien, Pakistan, Bangladesch, Ruanda, Osttimor). 1986 hatte sich Erös für vier Jahre ohne Bezahlung von der Bundeswehr beurlauben lassen, um als Arzt einer Hilfsorganisation im Kriegsgebiet Afghanistans die Zivilbevölkerung ärztlich zu versorgen; dabei musste er große persönliche Risiken eingehen.
Am ersten „Blauhelmeinsatz“ der Bundeswehr in Kambodscha 1992/93 war Erös als Kommandeur eines Sanitätsbataillons beteiligt.
Von 1996 bis 1998 unterrichtete er als Dozent im Fachbereich Sicherheitspolitik an der Führungsakademie der Bundeswehr. In seiner letzten Verwendung war Erös von 1999 bis 2001 Kommandoarzt der Division Spezielle Operationen. Im Jahr 2002 trat er mit 54 Jahren vorzeitig in den Ruhestand. Seither widmet er sich voll seiner Arbeit in Afghanistan. Erös gilt als profunder Kenner des Landes und bildet daher regelmäßig deutsche Polizisten für ihren Auslandseinsatz in Afghanistan aus.
Erös ist parteilos, jedoch ist er seit 2002 auf der Liste der Ökologisch-Demokratischen Partei Kreistagsmitglied des Landkreises Regensburg. Er ist verheiratet und Vater von sechs Kindern; ein Sohn des Ehepaars verstarb Ende der 1980er Jahre.
Erös hat seit 2002 in mehr als 3.000 Vorträgen weltweit über die humanitäre und politische Situation in Afghanistan berichtet. Über seine Arbeit in Afghanistan wurden seither  mehr als 1.000 Presseberichte veröffentlicht. Seit 2007 kann Erös beim Unternehmen Speakers Academy GmbH als Vortragsredner gebucht werden.

## Auszeichnungen
- 2003: Europäischer Sozialpreis (wegen seiner Verdienste um Internationale Verständigung und Versöhnung)
- 2006: Marion-Dönhoff-Förderpreis[7]
- 2006: Bundesverdienstkreuz Erster Klasse[8]
- 2010: Thomas-Dehler-Preis der Thomas-Dehler-Stiftung
- 2011: Theodor-Heuss-Preis (?)
- 2012: Bayerischer Verdienstorden Reinhard und Annette Erös

## Publikationen
- Tee mit dem Teufel – Als deutscher Militärarzt in Afghanistan. Hoffmann & Campe Verlag, Hamburg 2002, ISBN 3-455-01801-7
- Unter Taliban, Warlords und Drogenbaronen – eine deutsche Familie kämpft für Afghanistan. Hoffmann & Campe Verlag, Hamburg 2008, ISBN 978-3-455-50074-5